# 星間美佳
星間 美佳（ほしま みか、1983年6月25日 - ）は、日本のラジオパーソナリティ、声優。

## 人物
- 救命技能認定証をもっている。
- Pカップ[1] の巨乳。あだ名は「Pちゃん」「おっぱいちゃん」。バストのサイズは140cmで、その他のサイズは非公表。

## 出演

### テレビ
- 笑神様は真夜中に…「おっぱいBIG4」（日本テレビ、2016年1月1日）
- ナカイの窓「日テレカラダWEEK・カラダ自慢SPおっぱい自慢」（日本テレビ、2017年11月15日深夜）
- 肉食女子部（第22回放送）

### ラジオCM
- 石川動物園
- 深川ギャザリア
- ネビック

### ナレーション
- NHKお国言葉デジタル研究所

### ラジオ
- 大江戸ワイドスーパーモーニング（レインボータウンFM）[2]

### 吹き替え
- 18・29〜妻が突然18才!?（ウンジ）
- バーン・ノーティス 元スパイの逆襲

### ゲーム
- 加奈 〜いもうと〜（PlayStation Portable版）（2010年、サブキャラクター）